# Hanna B. Margońska
Hanna Bogna Margońska (1968 ) es una botánica, taxónoma, y curadora polaca. Desarrolla su actividad científica en el "Departamento de Taxonomía Vegetal y Conservación" de la Universidad de Gdansk en Polonia.
Hasta octubre de 2014, lleva descritas 560 especies nuevas para la ciencia, particularmente de la familia de las orquídeas, como resultado de su trabajo individual o en colaboración con Dariusz Szlachetko y Agnieszka Romowicz.

## Algunas publicaciones
- 1998. Szlachetko, DL; HB Margonska; P Rutkowski. Fingardia yamapensis, a new species of Orchidaceae from New Guinea FFG Ann. 43, Pars 1, 3 pp.

- Szlachetko, DL; HB Margonska. Three new species of the genus Crepidium (Orchidaceae) from South-east Asia. FFG Ann. 43, Pars 1, 7 pp.

- 2001. Szlachetko, DL; HB Margonska. Genera et species Orchidalium. Polish Botanical Journal 46 (1), 2: 27

- 2001. Margonska, HB; DL Szlachetko. Saurolophorkis (Orchidaceae, Malaxidinae), a new orchid genus from NGuinea. Polish Bot. J. 46 (1), 7

- 2002. Szlachetko, DL; HB Margonska. Gynostemia Orchidalium II. Ed. Finnish Zoological & Bot. Publ. Board. 275 pp. ISBN 951-9469-67-2

- 2010. Hanna B. Margońska. A two new species of the genus Pseudoliparis Finet (Orchidaceae, Malaxidinae), from New Guinea. Biodiversity: Res. and Conservation. 17: 3-8

- 2010. Hanna B. Margońska, Dariusz L. Szlachetko. Orchidaceae of Tahiti (Polynesie Francaise). Gdańsk Univ. Press.: 1-140, 37 fotos. + 26 figs.

- La abreviatura «Marg.» se emplea para indicar a Hanna B. Margońska como autoridad en la descripción y clasificación científica de los vegetales.[1]